# Wirapong Wannasiri
Wirapong Wannasiri (thailändisch วิรพงษ์ วรรณศิริ, * 2. Februar 1983 in Udon Thani) ist ein ehemaliger thailändischer Fußballspieler.

## Karriere
Wirapong Wannasiri stand von 2009 bis 2013 beim Udon Thani FC in Udon Thani unter Vertrag. Wo er vorher gespielt hat, ist unbekannt. Mit dem Verein spielte er in der dritten Liga, der damaligen Regional League Division 2, in der North/Eastern Region. 2014 wechselte er zum Zweitligisten Phitsanulok FC nach Phitsanulok. Hier spielte er die Hinserie. Die Rückserie 2014 stand er bei Air Force Central unter Vertrag. Mit dem Bangkoker Verein spielte er in der ersten Liga, der Thai Premier League. Für die Air Force absolvierte er zwölf Erstligaspiele. Ende 2014 musste die Air Force in die zweite Liga absteigen. Nach dem Abstieg verpflichtete ihn sein ehemaliger Verein Udon Thani FC. Ende 2015 beendete er seine Karriere als Fußballspieler.